# Zenon Marcinkowski
Zenon Marcinkowski (ur. 12 grudnia 1928 w Toruniu, zm. 23 maja 1991 tamże) – pułkownik MO i SB, komendant wojewódzki MO w Toruniu (1978-1983), szef WUSW w Toruniu (1983) i Słupsku (1983-1989).

## Życiorys
Syn Jana i Lucyny. W latach 1949–1951 słuchacz Dwuletniej Szkoły Oficerskiej MBP w Legionowie, po czym został starszym oficerem śledczym Sekcji II Wydziału Śledczego WUBP w Bydgoszczy, a 1953 - Sekcji III tego wydziału. Od 1 kwietnia 1955 starszy oficer śledczy Sekcji II Wydziału VII Wojewódzkiego Urzędu ds. Bezpieczeństwa Publicznego w Bydgoszczy, po zmianach strukturalnych w SB od 1 stycznia 1957 starszy oficer operacyjny Wydziału III SB KW MO w Bydgoszczy, od 1 lutego 1959 kierownik Grupy tego wydziału, od 1 lipca 1962 zastępca naczelnika Wydziału IV, a od 1 grudnia 1966 - Wydziału III SB tej komendy. 
W 1964 odbył kurs doskonalenia kadr kierowniczych Służby Bezpieczeństwa. Od 1 października 1969 naczelnik Wydziału Śledczego SB KW MO w Bydgoszczy, od 15 marca 1970 zastępca komendanta wojewódzkiego MO ds. SB w Bydgoszczy, a od 1 czerwca 1975 w Toruniu. Od 1 marca 1978 komendant wojewódzki MO w Toruniu, od 1 sierpnia 1983 szef WUSW w Toruniu, od 1 września 1983 do 5 września 1989 szef WUSW w Słupsku.
Członek PZPR od 1951, I sekretarz OOP PZPR przy KW MO w Toruniu, sekretarz KZ PZPR przy KWMO w Toruniu.

## Awanse
- Chorąży (1951)
- Podporucznik (1952)
- Porucznik (1954)
- Kapitan (1957)
- Major (1963)
- Podpułkownik (1970)
- Pułkownik (1974)

## Odznaczenia
- Order Sztandaru Pracy II klasy (1986)
- Krzyż Komandorski Orderu Odrodzenia Polski (1979)
- Krzyż Oficerski Orderu Odrodzenia Polski (1974)
- Krzyż Kawalerski Orderu Odrodzenia Polski (1969)
- Srebrny Krzyż Zasługi (1964)
- Medal 30-lecia Polski Ludowej (1974)
- Medal 40-lecia Polski Ludowej (1984)
- Złoty Medal Za zasługi dla obronności kraju (1980)
- Srebrny Medal Za zasługi dla obronności kraju (1972)
- Brązowy Medal Za zasługi dla obronności kraju (1969)
- Złota Odznaka Za zasługi w ochronie porządku publicznego (1978)
- Srebrna Odznaka Za zasługi w ochronie porządku publicznego (1975)
- Brązowa Odznaka Za zasługi w ochronie porządku publicznego (1973)
- Brązowa Odznaka W Służbie Narodu (1960)
- Srebrna Odznaka W Służbie Narodu (1969)
- Złota Odznaka W Służbie Narodu (1979)
- Odznaka „W Służbie Penitencjarnej” (1984)